# Casalzuigno

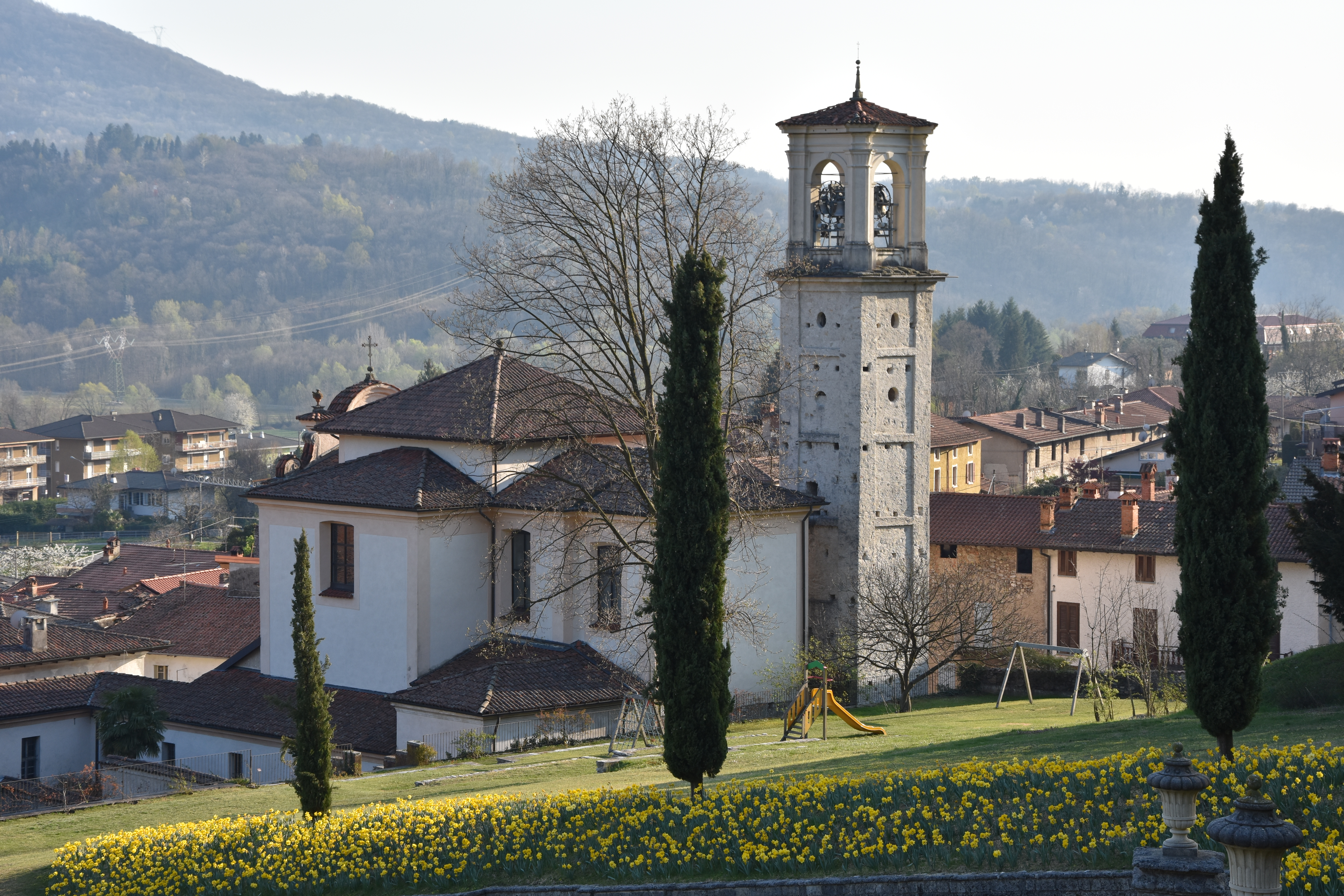
Kirche Santa Maria

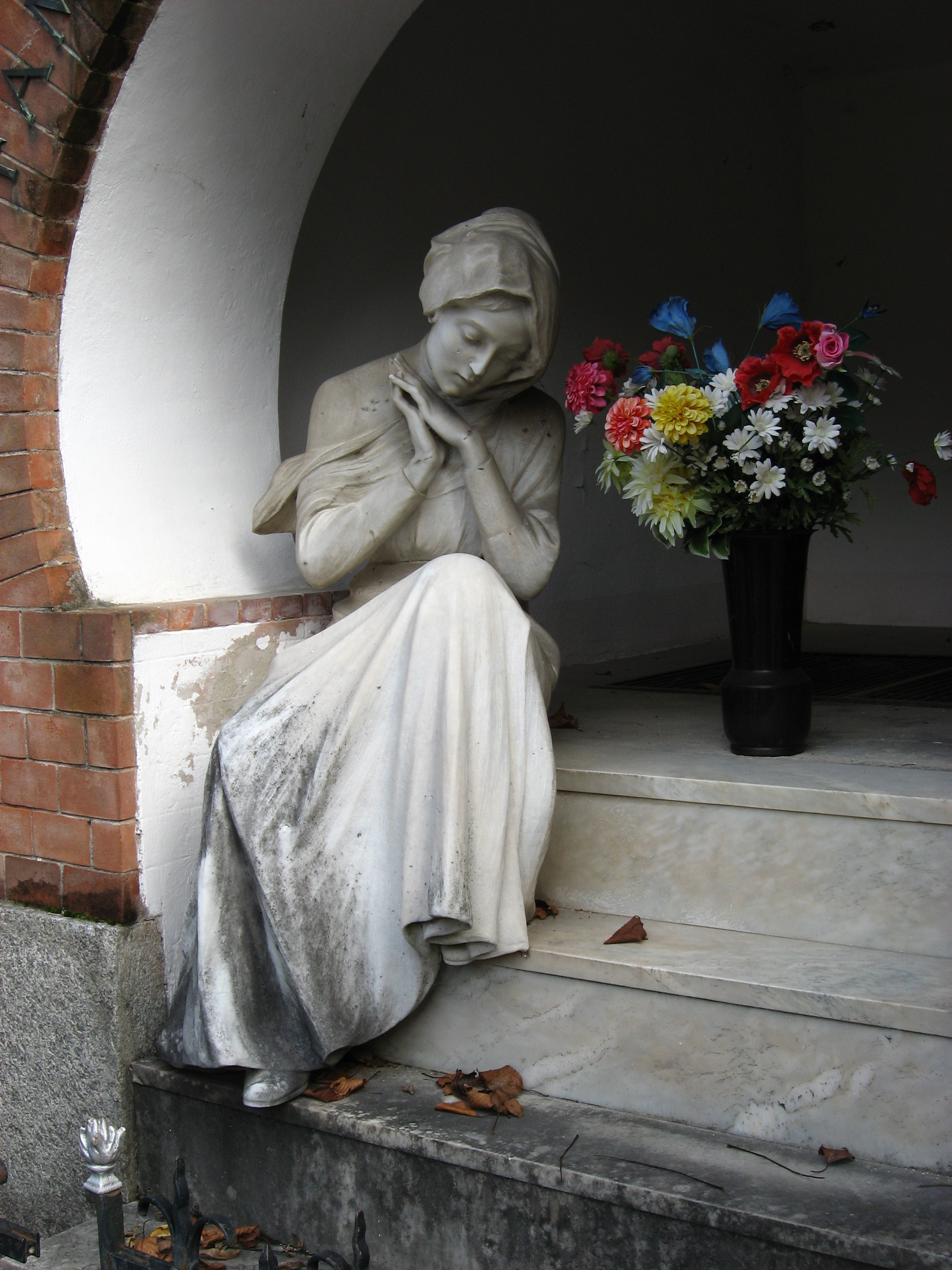
Giuseppe Vittorio Cerinis Statue

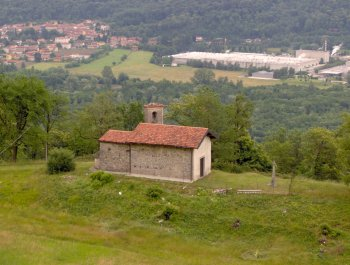
Oratorium San Bernardino da Siena

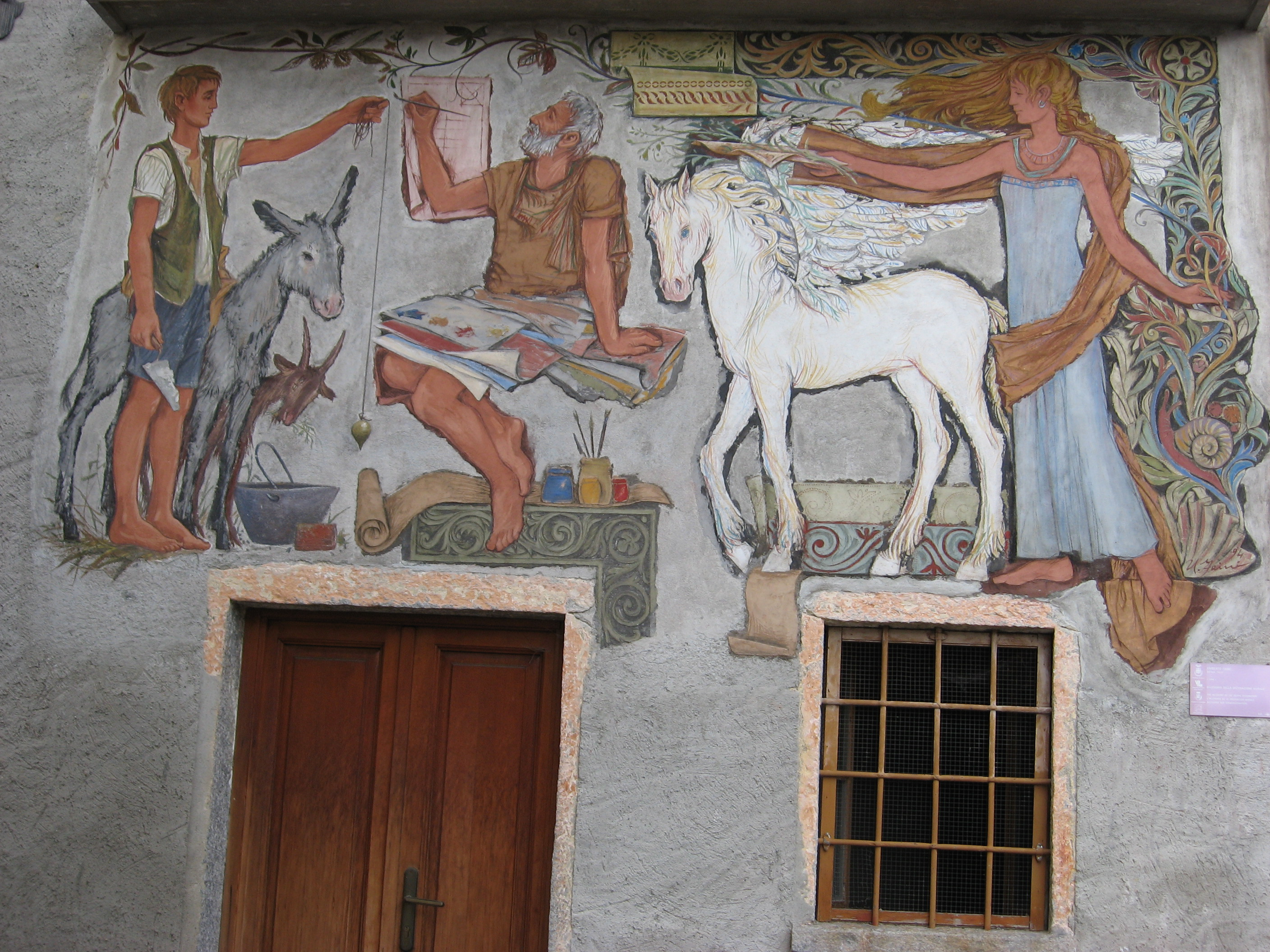
Umberto Fainis Fresko Arcumeggia

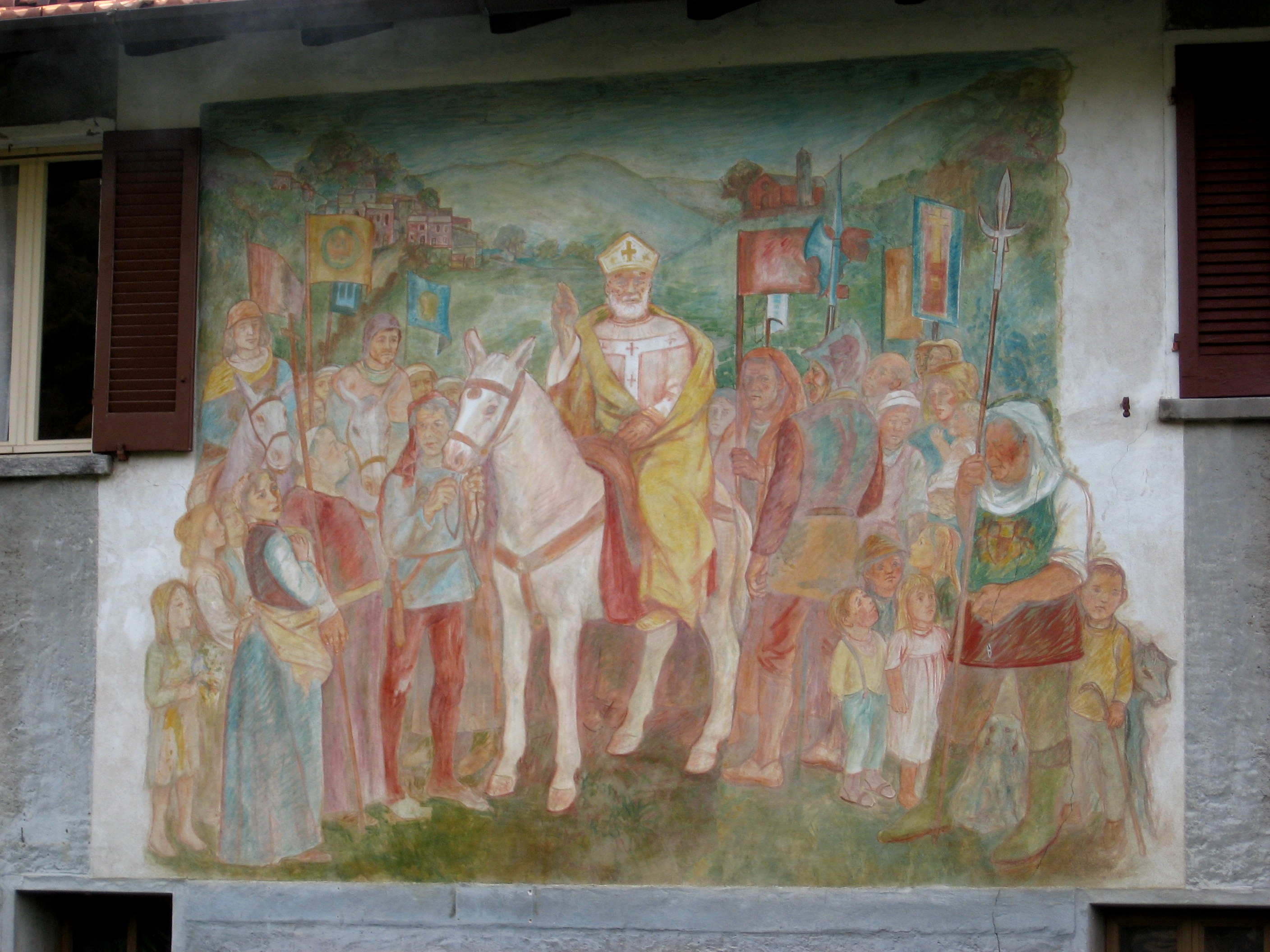
Aldo Carpis Fresko Sant’Ambrogio benedice Arcumeggia

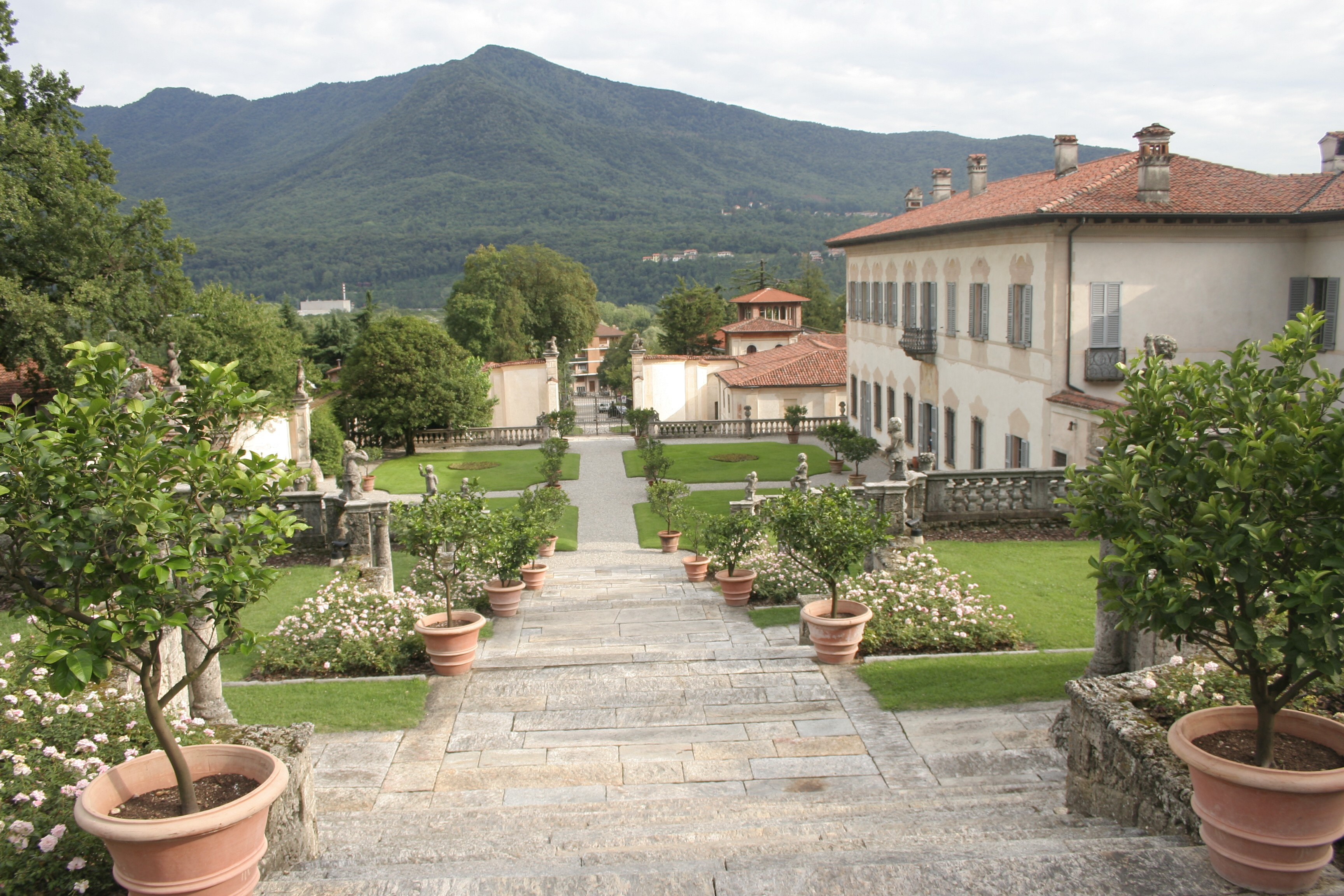
Villa della Porta Bozzolo

Casalzuigno ist eine italienische Gemeinde (comune) in der Provinz Varese in der Region Lombardei. Sie gehört zur Comunità montana Valli del Verbano.

## Geographie
Die 7,29 km² große Gemeinde besteht aus den zusammengewachsenen Dörfern Casale und Zuigno und der Fraktion Arcumeggia. Das Dorf Casalzuigno liegt im Valcuvia auf 350 m s.l.m. am Südosthang des Monte Nudo rund 100 Meter über der Talsohle des Flüsschens Boesio. Arcumeggia liegt etwas oberhalb auf 567 m s.l.m. im Tal des Wildbachs Marianna am Fuße des Monte Rossel, einem Nebengipfel des Monte della Colonna. Die Provinzhauptstadt Varese liegt rund 13,5 Kilometer südöstlich, der Lago Maggiore rund 5,5 Kilometer nordwestlich von Casalzuigno.
Die Nachbargemeinden sind Azzio, Brenta, Castelveccana, Cuveglio, Cuvio, Duno und Porto Valtravaglia.

## Geschichte
Casalzuigno liegt in Val Cuvia, einer Region, die seit prähistorischen Zeiten von Menschen ligurischer Abstammung bewohnt wird, die wahrscheinlich aus den Pfahlbausiedlungen am Lago di Varese stammen. Die Ansiedlung von Ligurern in Valcuvia führte zur sogenannten Zivilisation des Mannes von Valcuvia, wie die Entdeckung einer prähistorischen Axt im Weiler Arcumeggia, einem Teil der heutigen Gemeinde Casalzuigno, beweist. Im Tal siedelten sich die Insubrer an, ein keltischer Stamm, von dem es in Casalzuigno keine besonderen Spuren gibt.
Der älteste Kern der Gemeinde, Zuigno, hat römische Ursprünge. Nach der Eroberung der von den Insubrern bewohnten Gebiete durch die Römer wurden die Gebiete der Valcuvia Siedlern (in vielen Fällen Militärveteranen) anvertraut, die ihnen oft ihren Namen gaben. Dies ist der Fall von Zuigno, das im Codex Diplomaticus Longobardie als Sovinium erwähnt wird, ein Name, der von dem römischen Patronym Sovinnus abgeleitet ist. Der römische Ursprung der Gemeinde wird auch durch einen Grabstein bezeugt, der 1903 in der Nähe von Zuigno beim Bau der Provinzstraße Cittiglio-Luino gefunden wurde. Der Grabstein trug in spätrömischer Schrift die Inschrift: Pico Filio Ciamicio Atepo Patri. (An den Sohn Pico und den Vater Ciampicio Atepo). Beim Bau derselben Straße wurden in der Gemeinde auch 12 Gräber gefunden, die ebenfalls römischen Ursprungs waren und verschiedene Artefakte enthielten, darunter eine Münze aus der Zeit von Kaiser Titus und einige Bronzen von Kaiser Claudius (41–45 n. Chr.) und von Konstantin dem Großen (306–337 n. Chr.). Der Weiler Arcumeggia beherbergte in römischer Zeit auch Militärgarnisonen, die in kleinen befestigten Strukturen untergebracht waren.
Im Mittelalter blieb Zuigno als Gemeinde unter der Herrschaft der Langobarden bestehen. Insbesondere ein Dokument aus dem Jahr 852, das im Codex Diplomaticus Longobardie enthalten ist, bezeugt, dass eine Langobardin namens Adelburga, hatte ihre Ländereien in Zuigno (Sovino) der Verwaltung eines Priesters namens Lupone anvertraut.
Während der Herrschaft der Franken, die auf die Langobarden folgten, gehörte Zuigno zu einer der von Karl dem Großen gegründeten Landgrafschaften: dem Contado del Seprio. Zu Beginn des Jahres 1100 ist Zuigno auch Teil der Pieve di Valcuvia, ebenfalls im Gebiet des Contado del Seprio, und mit dem Frieden von 1196, nach der Niederlage von Friedrich I. (HRR) in der Schlacht von Legnano, ging die Stadt, wie das gesamte Valcuvia, in die Hände der Mailänder über und wurde Teil der Provinz des Herzogtums Mailand, die in Bezug auf die geistliche Verwaltung dem Bischof von Como unterstellt war.
Über Zuigno haben wir im Jahr 1200 dank Jacobus de Civigno, einem gebürtigen Stadtbewohner und damaligen Kanoniker und Probst der Kirche San Lorenzo in Cuvio, erneut Informationen. Zwischen 1200 und 1300 sind neben Zuigno und Arcumeggia auch andere Ortsteile der Gemeinde bekannt: 1200 Casale und der Ortsteil Aga  durch ein Dokument, in dem Marcadus, der Sohn von Ugo de Aga de Casale, als Zeuge in einem Austausch in plebe de Cuvio; im Jahr 1300 wurde der Weiler Sanda von einer Adelsfamilie aus dem Val Travaglia, den Sessa de Tissinallo besiedelt, in deren Namen mehrere Urkunden gefunden werden.
In der Zeit der Seigniorien wurde Valcuvia Teil der Lehnsgüter der Visconti, Herren von Mailand, und später der Sforza. In dieser letzten Periode (1450) gibt es Nachrichten über einen bestimmten Feudalherren des Tals: Pietro Cotta. Die Familie Cotta spielte in der Geschichte des Tals eine dominierende Rolle, bis sie 1728 ihre Ländereien und Privilegien an den Grafen Giulio Visconti Borromeo Arese verkaufte. Casalzuigno ist jedoch seit 1500 durch die Anwesenheit einer anderen Familie gekennzeichnet, der Della Porta (Notare aus Porto Valtravaglia), die sich in der Gemeinde niederließ, wo sie mehrere Ländereien erwarb und gegen Ende desselben Jahrhunderts ihr Haupthaus errichtete.
Im Jahr 1796, wurde Casalzuigno Teil des Departements Verbano der Zisalpinischen Republik und der Markgraf Pompeo Litta Visconti Arese (damals Feudalherr des Tals) wurde seiner adeligen Macht beraubt und aus der Feudalherrschaft entlassen. Nach diesen Ereignissen fand 1798 in Casalzuigno eine Volksdemonstration gegen die Familie Porta als Grundbesitzer statt. Im Jahr 1799 stellten die Österreicher die Lehen in Valcuvia wieder her und die Familie Litta Arese (in der Person von Antonio) kehrte zurück, um das Tal zu regieren, aber nur bis zur Rückkehr Napoleons im Jahr 1800, als Casalzuigno Teil des Departements Lario mit seiner Hauptstadt in Como wurde. Im Jahr 1802 wird Casalzuigno mit Brenta und Cittiglio zu einer einzigen Gemeinde vereinigt, und zwar aufgrund eines Dekrets der französischen Verwaltung, das die Zusammenlegung von Gemeinden vorsieht, um eine Bevölkerungszahl von möglichst 3000 Einwohnern zu erreichen.
Nach den Aufständen von 1848 wurde der Bezirk Cuvio aufgelöst und Casalzuigno wurde Teil des Bezirks Gavirate. 1859, nachdem sie als eine der ersten Gemeinden der Valcuvia die Trikolore gezeigt hatte, und nach dem Anschluss der Lombardei an das Königreich Sardinien, mit dem Gesetz vom 23. Oktober 1859. 1902 wurde Casalzuigno Teil der Provinz Como und vor allem des Mandamento di Cuvio. In dieser Zeit besteht die Gemeinde Casalzuigno aus den Ortsteilen Casale, Zuigno, Aga und Ronco.
Bei der Gründung des Königreichs Italien nach dem Gemeindegesetz von 1865 wurde die Gemeinde von einem Bürgermeister, einer Junta und einem Rat verwaltet. Im Jahr 1867 wurde die Gemeinde in denselben Bezirk, Kreis und dieselbe Provinz eingegliedert (Verwaltungsbezirk 1867). Im Jahr 1924 wurde die Gemeinde in den Bezirk Varese der Provinz Como eingegliedert. Nach der Gemeindereform von 1926 wurde die Gemeinde von einem Podestà verwaltet. Im Jahr 1927 wurde die Gemeinde der Provinz Varese zugeschlagen. Im Jahr 1927 wurde die Gemeinde Casalzuigno mit der aufgelösten Gemeinde Arcumeggia zusammengelegt (Königlicher Erlass Nr. 2438 vom 16. September 1927). Nach der Gemeindereform von 1946 wurde die Gemeinde Casalzuigno von einem Bürgermeister, einem Gemeinderat und einem Stadtrat verwaltet.

## Bevölkerung
| Bevölkerungsentwicklung | Bevölkerungsentwicklung | Bevölkerungsentwicklung | Bevölkerungsentwicklung | Bevölkerungsentwicklung | Bevölkerungsentwicklung | Bevölkerungsentwicklung | Bevölkerungsentwicklung | Bevölkerungsentwicklung | Bevölkerungsentwicklung | Bevölkerungsentwicklung | Bevölkerungsentwicklung | Bevölkerungsentwicklung | Bevölkerungsentwicklung |
| ----------------------- | ----------------------- | ----------------------- | ----------------------- | ----------------------- | ----------------------- | ----------------------- | ----------------------- | ----------------------- | ----------------------- | ----------------------- | ----------------------- | ----------------------- | ----------------------- |
| Jahr                    | 1751                    | 1805                    | 1853                    | 1871                    | 1901                    | 1921                    | 1951                    | 1971                    | 1981                    | 1991                    | 2001                    | 2011                    | 2021                    |
| Einwohner               | 450                     | 728                     | *866                    | 1264                    | 1274                    | 1002                    | 919                     | 854                     | 1066                    | 1195                    | 1207                    | 1304                    | 1344                    |

- 1809 Fusion mit Brenta

## Sehenswürdigkeiten
- Die Villa Della Porta Bozzolo aus dem 16. Jahrhundert wurde 1989 durch die Familie des Senators Camillo Bozzolo dem FAI - Fondo per l’Ambiente Italiano gestiftet. Die Villa und die riesige Gartenanlage können besichtigt werden.[2]
- Die Pfarrkirche San Vittore Mauro
- Im Ortsteil Aga steht die Kirche San Bernardino da Siena aus dem 12. Jahrhundert. Das Gebäude ist im romanischen Stil gehalten und hat einen dreieckigen Glockenturm. Im Inneren befindet sich ein Freskenzyklus, der dem Heiligen Bernardino gewidmet ist und aus dem 15. Jahrhundert stammt.
- In den Wäldern der Gemeinde gibt es einige Findlinge, die auch als Hexenblöcke bekannt sind, Gesteinsblöcke, die während der Vergletscherung aus anderen alpinen Orten transportiert wurden. Insbesondere der Sass dul Rii zwischen Zuigno und Aga und der Sass de Borghé entlang des Giessbaches Marianne zwischen Aga und Arcumeggia.

## Verkehr
Durch die Gemeinde führt die Staatsstraße 394 von Varese zur Schweizer Grenze. Von dieser zweigt in Casalzuigno die SP 7 ab, die in mehreren Serpentinen die Fraktion Arcumeggia erschließt und weiter nach Castelveccana führt.